# 山崎昇 (墨田区長)
山崎 昇（やまざき のぼる、1945年〈昭和20年〉9月15日 - ）は、日本の政治家。元東京都墨田区長（4期）。叔父は墨田区長を3期務めた山崎栄次郎。

## 来歴
富山県西礪波郡西野尻村(東礪波郡福野町を経て、現・南砺市)で生まれる。富山県立高岡商業高等学校、中央大学法学部卒。卒業後は叔父の栄次郎の勧めで墨田区役所に勤務する。区民課長、企画経営室長などを経て、助役に就任する。
1999年〈平成11年〉墨田区長選挙に立候補し、元民社党衆議院議員の伊藤昌弘らを破って初当選した。2003年〈平成15年〉に再選。2007年〈平成19年〉に三選。2011年〈平成23年〉に5人による選挙戦を制し、四選を果たした。
2015年〈平成27年〉に区長を引退した。